# Krom
Il fiume Krom (Kromrivier in afrikaans, Krom River in inglese) è un corso d'acqua sudafricano che scorre nella provincia del Capo Orientale. Il fiume nasce sui monti Tsitsikamma e scorre quindi in direzione est-sud-est verso l'oceano Indiano, nel quale sfocia con un estuario presso St Francisbaai.